# 2006년 팡안다란 지진

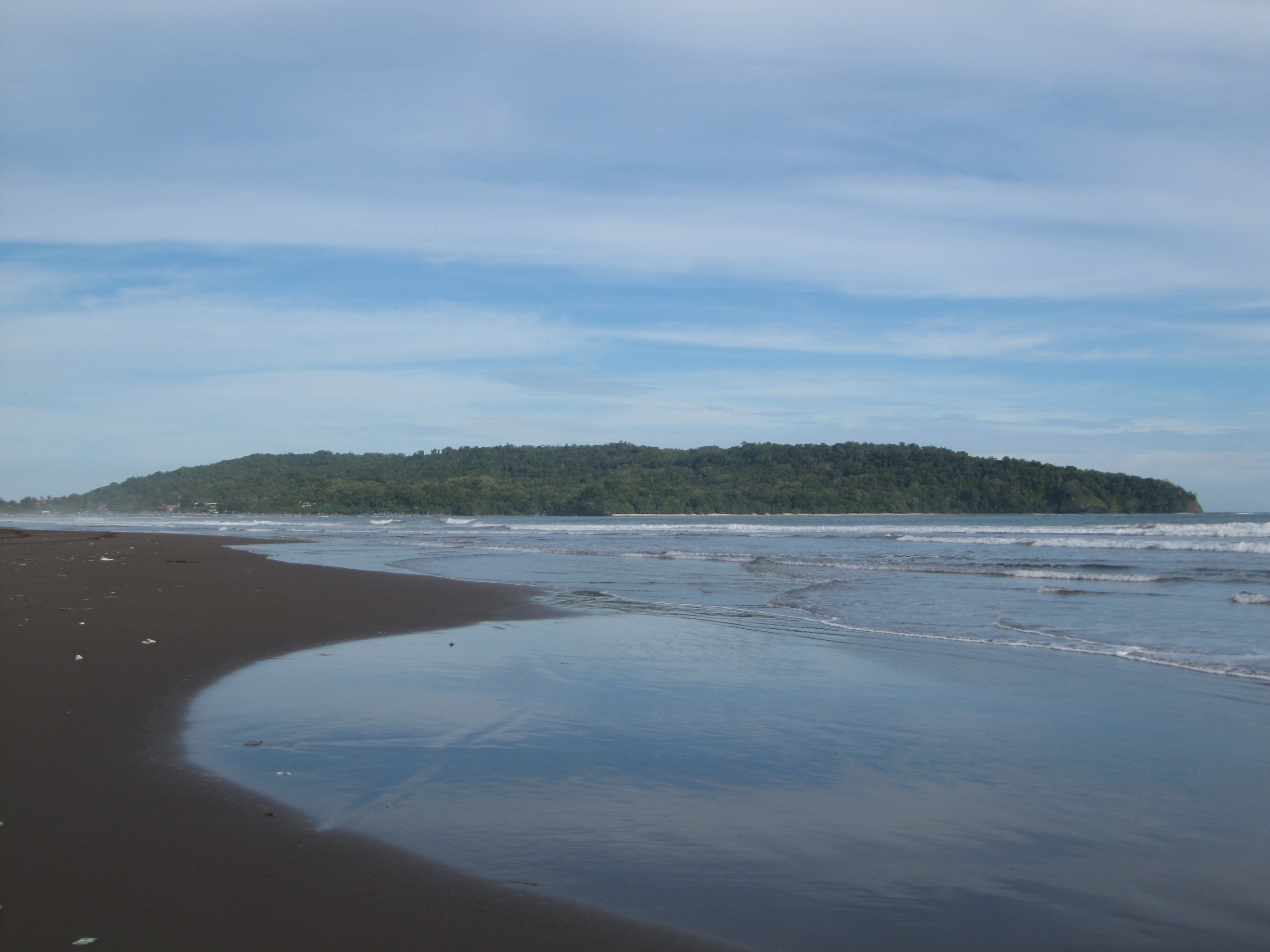
팡안다란 국립공원을 둘러싼 해변과 반도

2006년 팡안다란 지진에 관한 내용이다.
인도네시아 제도에서 크고 인구 밀도가 높은 섬인 자와섬 해안가 서자와주와 중앙자와주 해안가 섭입대에서 2006년 7월 17일 현지 시각 15:19:27에 지진이 발생했다. 이 지진은 모멘트 규모 7.7, 최대 수정 메르칼리 진도 계급은 인도네시아의 수도이자 최대 도시인 자카르타에서 IV(약간 강함)를 기록했다. 지진의 진동 자체는 약하여 직접적인 피해가 거의 없었고, 사망자 대부분은 지진해일 때문에 발생했다. 이 지진해일은 앞서 2004년 인도양 지진해일의 영향을 받지 않았던 자와섬 해안가 300 km (190 mi) 길이만큼 내륙으로 침수시켰다. 2006년 7월 지진은 인도양에서 발생했으며 자와섬 해안에서 180 킬로미터 (110 mi) 떨어져 있었고 지속 시간은 3분 이상이었다.
자바 해구에서 일어난 비정상적으로 느린 단층 파열과 지진 규모에 비해 이상하게도 강한 지진해일 두 요소로 인해 이 지진은 해일지진으로 분류되었다. 남동쪽으로 수천 킬로미터 떨어진 웨스턴오스트레일리아주에서도 수 미터 높이의 해일이 관측되었으나, 자와섬에서는 해일 최고 높이(정상 해수면 위로 올라온 높이)가 보통 5–7 미터 (16–23 ft)였으며 600명 이상이 사망했다. 피해가 심하고 사망자가 많이 발생한 팡안다란 리조트 마을 바로 동쪽에 있는 작고 대부분 사람이 살지 않는 누사캄방안섬에서는 해일 최고 높이가 10–21 m (33–69 ft)에 달했으며, 다른 요인도 복합적으로 작용했을 수 있다. 지진 진동은 내륙에서는 비교적 약하게, 해안에서는 훨씬 약하게 느껴져 해일이 거의 경고 없이 도달했다. 쓰나미 경고 시스템이 없었던 것도 해일이 너무 늦을 때까지 거의 감지되지 않은 요인 중 하나였다. 미국의 쓰나미 경고 센터와 일본 기상청에서 쓰나미 예보를 발표했지만 해안가 사람들에게는 정보가 전달되지 않았다.

## 지질학적 환경
자와섬은 지구상에서 가장 인구 밀도가 높은 섬이며, 오스트레일리아 오스트레일리아판이 인도네시아 아래로 섭입하는 수렴 경계인 자바 해구 근처에 위치하여 대형 지진 및 화산 폭발에 취약하다. 지난 3년 동안 해구의 수마트라 지역에서 북서쪽으로 3번의 대지진이 발생했다. 2004년 인도양 지진해일 (규모 9.15), 2005년 니아스-시멀루에이 지진 (규모 8.7), 2007년 믄타와이 지진 (규모 8.4)은 1957년 안드레아노프 지진 및 1964년 알래스카 지진 지진과 알류샨 해구/알래스카 해구 지진 이후 가장 큰 탄성반발설 에너지 방출을 일으켰다.
자바 해구의 남동쪽(자와섬) 부분은 서쪽의 순다 해협부터 동쪽의 발리 분지까지 이어진다. 비교적 오래된 해양 지각의 수렴은 서쪽 부분에서 연간 6 센티미터 (2.4 in), 동쪽 부분에서 연간 4.9 cm (1.9 in)의 속도로 일어나고 있으며, 베니오프대의 주향과 경사(수렴 경계에서 아래로 내려가는 슬랩을 정의하는 지진대 각도)는 약 50°이고 약 600 킬로미터 (370 mi) 깊이까지 뻗어 있다. 1840년, 1867년, 1875년에 발생한 대규모 또는 매우 큰 규모의 기기 관측 이전 지진도 있었지만, 북서쪽의 수마트라 단층과 달리 자바 해구의 자바 단층에서는 지난 300년 동안 해구형 지진이 발생하지 않았다.

## 지진

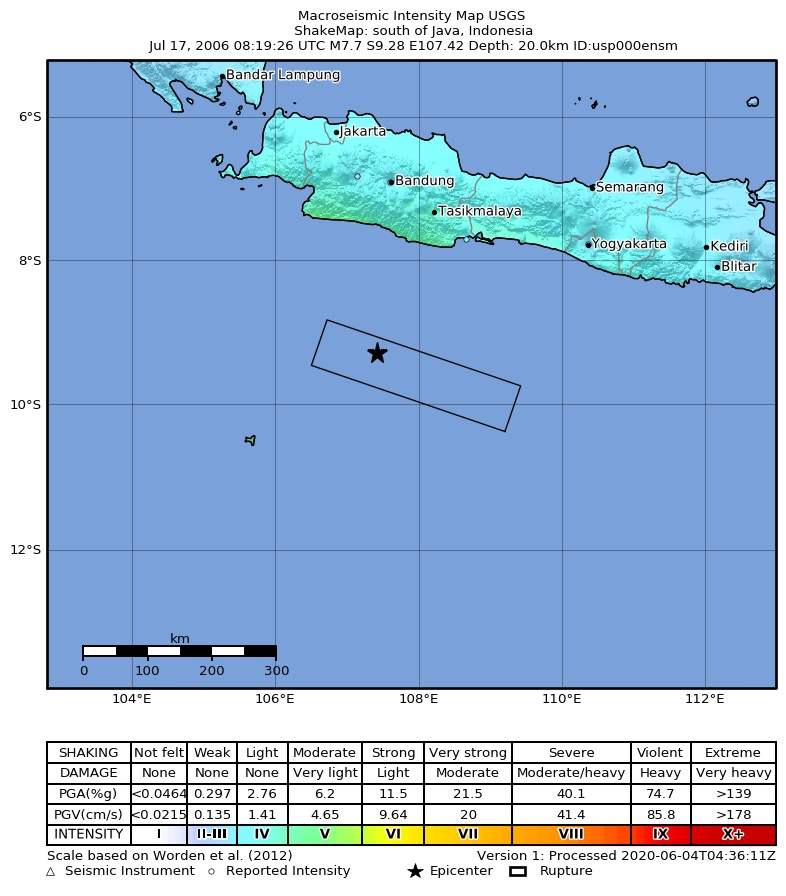
섬에 미친 비교적 약하거나 중간 정도 강도의 흔들림을 보여주는 USGS 진도 지도

이 지진은 자바 해구에서 발생한 역단층의 결과였다. 약 200 킬로미터 (120 mi)의 단층 파열 길이(그리고 초당 1–1.5 km (0.62–0.93 mi)의 이례적으로 낮은 단층 파열 속도)로 인해 지진 지속 시간은 약 185초(3분 조금 넘음)였다. 진앙은 해구에서 50 킬로미터 (31 mi), 섬 남쪽 해안에서 약 180 킬로미터 (110 mi) 떨어져 있었다. 이전에 유사한 규모의 M7.5 해저 지진으로 순다 해대를 따라 얕은 깊이에서 발생했지만 쓰나미를 일으키지 않았던 2002년 수마트라 지진과 비교되었다.
발생한 크고 파괴적인 쓰나미는 단주기 실체파 규모를 기준으로 지진의 규모에 비해 비례하지 않았다. 인도네시아 기상기후지질청은 규모 6.8을 할당했으며, 미국 지질조사국 (USGS)은 유사한 값인 6.1 (둘 다 실체파 규모)을 보고했는데, 이는 단주기 지진파 (USGS의 경우 1-2초)에서 계산된 것이다. 이후 USGS는 5-100초의 표면파에서 계산된 모멘트 규모 7.2를 제시했으며, 하버드 대학교는 150초의 더 긴 표면파를 기준으로 모멘트 규모 7.7이 해결되었다고 발표했다.

### 진도
쓰나미 취약 지역에서는 강진이 익숙한 경고 역할을 하며, 특히 인도네시아 지진의 경우 더욱 그렇다. 자와섬 해안의 쓰나미 위험에 대한 이전 평가에서는 해당 지역에 대한 위험을 축소했을 수 있으며, 수마트라 해안 북서쪽에서는 쓰나미 위험이 상당히 높으며 특히 파당 근처에서 더욱 그렇다. 1921년과 1994년 자와섬 해안에서 발생한 이전 지진은 위협에 대한 정확한 평가의 필요성을 보여준다. 2006년 7월 지진은 비정상적으로 느린 파열 속도로 인해 육지에서 약 3분 동안 약한 흔들림이 발생했지만, 그 뒤를 이은 쓰나미의 규모에 비해 진도는 매우 약했다.
지진은 팡안다란(M6.3의 2006년 5월 자와섬 지진이 더 강하게 느껴진 곳)에서 진도 III-IV(약함-보통)의 흔들림을, 치안주르에서 진도 III, 욕야카르타에서 진도 II(약함)의 흔들림을 일으켰다. 내륙 깊숙이, 진앙에서 더 멀리 떨어진 자카르타에서는 진도 IV의 흔들림으로 고층 건물이 흔들렸지만, 많은 인명 피해가 발생한 일부 해안 마을에서는 흔들림이 그렇게 강하게 느껴지지 않았다. 당시 현장에 있었던 67명을 대상으로 한 비공식 설문 조사 결과, 최소 8건의 경우 개인이 지진을 전혀 느끼지 못했다고 밝혔다(일반적인 M7.7 지진이라면 해당 거리에서도 분명히 감지되었을 것이다). 비정상적으로 낮은 진도와 단주기 실체파 규모는 이 지진을 해일지진으로 분류하는 데 기여한 요소였다.

### 유형

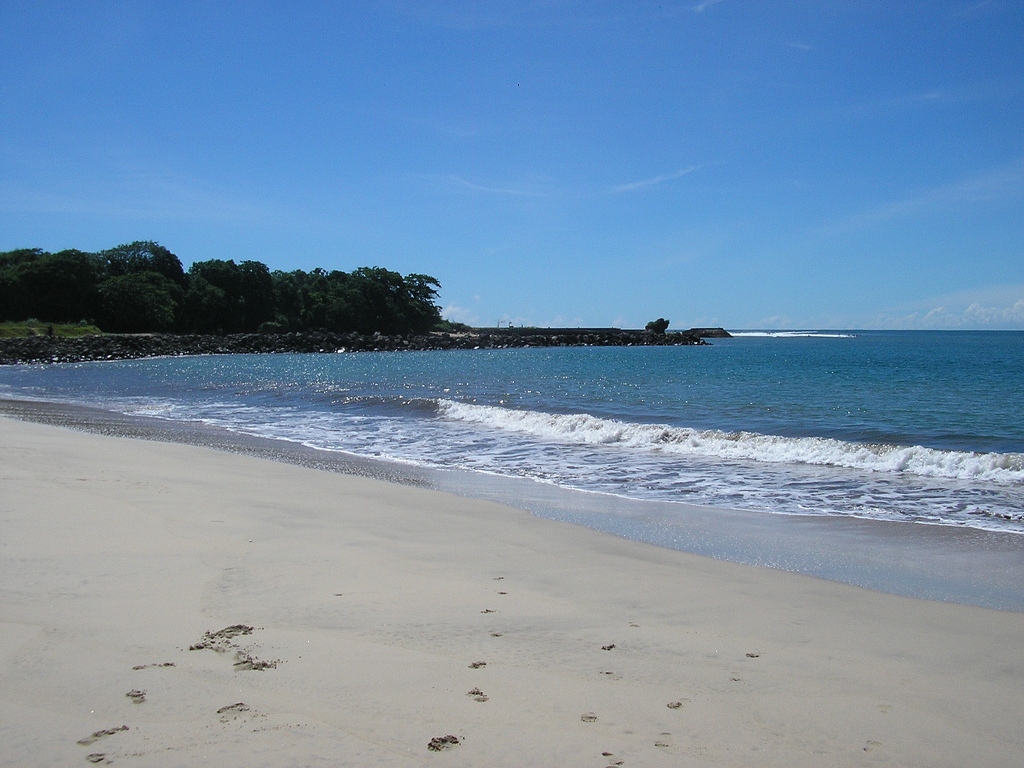
파믕끕 인근에서는 5.98 m 높이의 쓰나미가 발생했다 (2008년 사진)

해일지진은 섭입 지점에 퇴적물 유무 모두의 영향을 받을 수 있으며, 멕시코의 M7 규모 1932년 6월 22일 쿠유틀란 지진과 같은 대지진의 여진으로 분류되거나, 판 경계 상부 근처에서 발생하는 단독 지진으로 분류될 수 있다. 노스웨스턴 대학교 교수인 에밀 오칼은 여진 시나리오에서 스트레스가 본진에서 "기계적 성질이 부족한" 부가체 또는 유사한 환경으로 전달된 결과 발생할 수 있으며, 단독 지진의 경우 퇴적물이 없는 구역의 판 경계에서 불규칙한 접촉이 있는 경우 발생할 수 있다고 말한다.
해일지진에 대한 초기 특징 중 하나는 1970년대 초반 가나모리 히로오 지진학자로부터 나왔으며, 단주기 지진 신호를 분석할 때 표면파 규모 7.0으로 평가된 1992년 니카라과 지진해일 이후 추가적인 명확성이 나타났다. 약 250초의 장주기 신호를 조사했을 때, 지진은 모멘트 규모 7.6으로 재평가되었으며, 지진의 느린 슬립 특성이 그 실질적인 규모를 숨겼을 수 있다는 가설이 제기되었다. 퇴적물은 판 경계에서의 윤활 효과로 인해 더 느린 파열에 기여했을 것으로 생각되었으며, 그 결과 장주기 지진 신호가 풍부한 지진 신호가 생성되었는데, 이는 쓰나미 발생 과정에서 중요한 요소가 될 수 있다.

### 경보
지진 발생 당시 지진해일 경보 시스템이 작동하지 않았지만, 하와이주에 있는 미국 해양대기청이 운영하는 태평양 지진해일 경보 센터와 일본 기상청은 M7.2 규모의 지진 발생을 토대로 지진해일 관측을 발표했다. 이 경보는 지진 발생 후 30분 이내에 나왔지만, 이를 해안가에 있는 사람들에게 전달할 수 있는 수단이 없었다. 지진을 느낀 사람 대부분은 해안에서 멀리 이동했지만, 급박하게 움직이지는 않았다. 해변이 5–10 미터 (16–33 ft) 추가로 드러난 바다의 후퇴는 더 중요한 경고 신호를 만들었지만, 일부 지역에서는 바다의 파도가 쓰나미 접근을 알리는 후퇴를 효과적으로 감추었다.

## 지진해일
지진과 지진해일은 국가 공휴일로 인해 평소보다 많은 사람이 해변에 있었던 다음 날 월요일 오후에 발생했다. 파도는 지진 발생 후 몇십 분 뒤에 도달했으며(심지어 인명구조원에게도 놀라웠음), 해수면이 썰물에 가까워질 때 발생하여 파도와 함께 쓰나미가 다가오면서 처음 바다가 후퇴하는 것을 가렸다. 자와섬 남쪽 해안의 대부분 지역에서 해일 최고 높이는 5–7 미터 (16–23 ft)를 기록했지만, 누사캄방안섬에서는 21 미터 (69 ft)에 달하는 최고 높이가 기록되어, 연구원들은 해당 지역에서 해저 산사태가 쓰나미 규모에 기여했거나 집중시켰을 가능성을 제기했다.

### 최대 소상고
| 쓰나미 소상고          |                                                                   |                  |
| 위치                   | 지리 좌표계                                                       | 높이             |
| Dara Payung            | 남위 7° 41′ 53″ 동경 109° 15′ 51″ / 남위 7.69806° 동경 109.26417° | 7.39 m (24.2 ft) |
| Bulak Laut             | 남위 7° 41′ 01″ 동경 108° 36′ 43″ / 남위 7.68361° 동경 108.61194° | 7.38 m (24.2 ft) |
| 파믕끕                 | 남위 7° 40′ 5″ 동경 107° 41′ 26″ / 남위 7.66806° 동경 107.69056°  | 5.98 m (19.6 ft) |
| Batu Hiu               | 남위 7° 41′ 31″ 동경 108° 32′ 09″ / 남위 7.69194° 동경 108.53583° | 5.44 m (17.8 ft) |
| 팡안다란               | 남위 7° 41′ 37″ 동경 108° 39′ 06″ / 남위 7.69361° 동경 108.65167° | 4.27 m (14.0 ft) |
| Sindongkarta           | 남위 7° 45′ 52″ 동경 108° 3′ 35″ / 남위 7.76444° 동경 108.05972°  | 3.95 m (13.0 ft) |
| Kato 등. 2007, 1,057쪽 |                                                                   |                  |

자와섬 남서부 및 남중부 해안의 300 km (190 mi) 구간이 쓰나미의 영향을 받아 약 600명의 사망자가 발생했으며, 팡안다란에 집중되었다. 남동쪽으로 Two thousand 킬로미터 (1,200 마일) 떨어진 웨스턴오스트레일리아주의 스팁 포인트 지역에서는 2 m (6 ft 7 in)의 파고가 측정되었는데, 이는 2004년 인도양 지진해일 당시 오만 북부에서 측정된 유사한 파고(그 경우는 5,000 킬로미터 (3,100 mi)의 훨씬 먼 거리였다)와 비슷했다. 지진 발생 후 3주 이내에 5개국에서 온 과학자들이 자와섬 현장에서 피해 지역 조사를 실시했으며, 여기에는 소상고(정상 해수면 위로 올라온 높이) 및 침수(해안에서 내륙으로 쓰나미가 이동한 거리) 측정값 수집이 포함되었다.
누사캄방안섬 (30 km × 4 km (18.6 mi × 2.5 mi))은 자와섬 남쪽 해안에 위치하며 좁은 해협으로 본섬과 분리되어 있다. 넓고 대부분 사람이 살지 않는 자연보전지역이며, 페르미산 마을에 세 개의 고 보안 감옥이 있어 인도네시아의 앨커트래즈라고 불린다. 쓰나미 후 조사 중 측정된 모든 소상고 중 가장 높은 소상고( 10–21 m (33–69 ft))는 해변 뒤편 섬에서 관찰되었으며, 그곳에서는 무궁화속과 판다누스속 식물, 큰 코코넛 나무가 해안에서 1,500 m (4,900 ft)까지 엉키고 뽑혀 있었다. 해당 지역의 (수심 측량) 수심 측량은 계곡 경사 실패 또는 해저 산사태가 해당 지역의 쓰나미 에너지에 기여하거나 집중시켰을 수 있다는 제안을 뒷받침했다. 그곳에서 농부 19명과 죄수 1명이 사망했지만, (바로 동쪽에 있는) 칠라찹의 심해 항구는 섬에 의해 보호받았지만, 초기 1.5 m (4 ft 11 in)의 후퇴 중 한 척의 큰 정박된 선박이 바닥에 닿았다.

### 피해
지진으로 인한 지반 움직임이 경미하고 약하게 느껴졌기 때문에 섬에서 발생한 모든 피해는 쓰나미 때문이었다. 피해를 입은 건물 유형은 재목/대나무, 벽돌 전통 건물, 철근 콘크리트를 사용한 벽돌 전통 건물이었다. 목조 골조를 기반으로 한 반 영구 재목 또는 대나무 구조물은 재해 후 평가된 가장 경제적인 건축 양식이었다. 쓰나미의 홍수 깊이가 2 m (6 ft 7 in)이면 이러한 유형의 구조물은 보통 완전히 파괴되었다. 피해를 평가한 과학자 그룹은 비보강 벽돌 건축을 약하다고 간주했는데, 이는 해당 양식으로 건설된 주택의 성능이 재목/대나무 종류보다 훨씬 나아지지 않았기 때문이다. 호텔 및 일부 주택과 상점은 보강된 벽돌 건축으로 건설되어 훨씬 더 나았는데, 홍수 깊이 3–4 미터 (9.8–13.1 ft)에 노출된 건물은 수리 가능한 것으로 간주되었다.
팡안다란 해변에서 20 미터 (66 ft) 이내에 있던 많은 목조 카페와 상점들은 쓰나미로 완전히 사라졌고, 수백 미터 이내에 있던 비보강 조적 건물들도 심각한 피해를 입었지만, 잘 지어진 일부 호텔들은 더 잘 버텼다. 팡안다란 서쪽에 위치한 바투 히우와 바투 카라 마을도 비슷한 피해를 입었다. 불락벤다의 마르사와 마을에서도 심각한 피해가 목격되었는데, 수선에서 150 미터 (490 ft) 이내에 있던 모든 건물들이 기초까지 철거되었으며, 내륙으로 300–500 m (980–1,640 ft) 더 떨어진 곳에서도 완전히 파괴된 건물들이 많았다. 목격자들은 해당 지역에서 수백 미터 내륙에서 파도가 부서지고 있었다고 보고했다.

### 대응

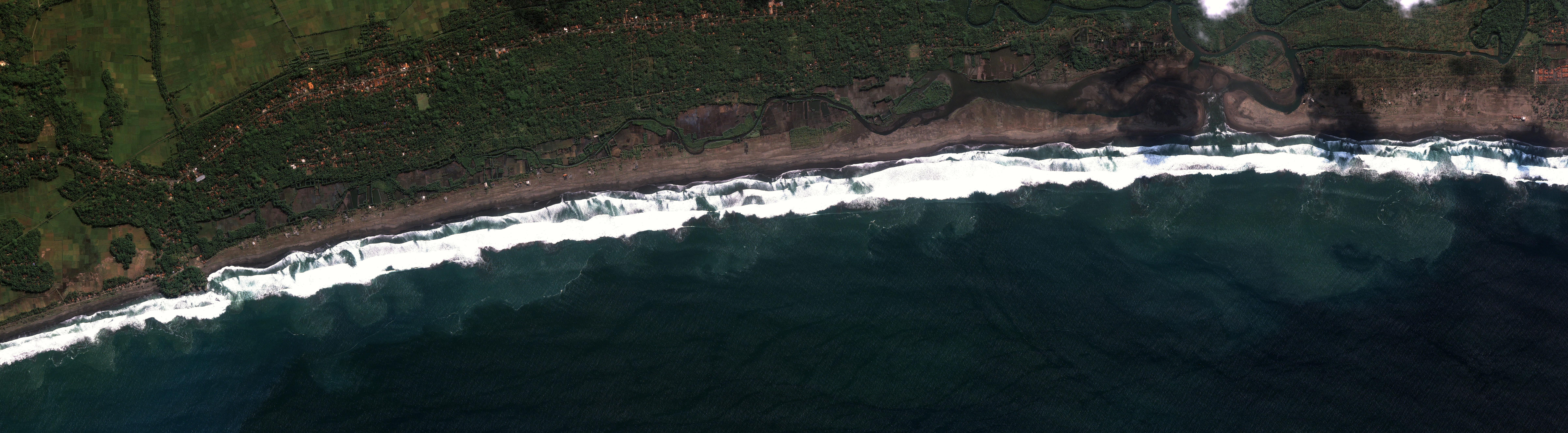
7월 19일 팡안다란 해안의 위성 사진으로 쓰나미 잔해를 보여준다.

인도네시아 당국은 태평양 지진해일 경보 센터와 일본 기상청으로부터 지진해일 경보를 받았지만, 패닉을 피하기 위해 대중에게 경고를 전달하려 하지 않았다. 대중에게 위험을 알리려 했다 해도 그런 노력을 할 시간이 거의 없었는데, 일부 지역 지도자들은 첫 파도가 도달하기 몇 분 전에 관련 정보를 담은 문자 메시지를 받았기 때문이다. 지진해일은 2004년 인도양 쓰나미 이후 피해를 입지 않았던 대부분 어촌과 해변 리조트로 이루어진 자와섬 해안에 영향을 미쳤으며, 불과 몇 달 전 2006년 5월 자와섬 지진 당시 큰 파괴를 겪었던 지역에서도 불과 수백 킬로미터 떨어져 있었다.

훈련된 연구팀은 이미 자와섬에서 5월 지진에 대응하고 있었고, 쓰나미 피해를 입은 100명 이상의 무슬림 농부, 플랜테이션 노동자, 어부(또는 어업 관련 직업을 가진 사람)에 대한 조사를 시작했다. 이들 중 거의 3분의 2는 나무, 벽돌 또는 시멘트로 만든 영구 구조물에 거주한다고 보고했으며, 나머지는 흙 또는 돌로 만든 반 영구 시설에 거주했다. 정부는 물, 이재민 재배치 및 의료 지원, 그리고 사망자 처리를 위한 첫 번째 대응자로 언급되었다. 구조, 대피소, 의류, 실종자 찾기에 대해서는 개인이 주요 제공자로 등재되었지만, 조사 대상자의 100%가 정부가 구호 책임을 져야 한다고 응답했다. 지원이 필요한 대부분은 48시간 이내에 효과적인 지원을 받았으며 도움에 만족한다고 응답했다.

## 더 읽어보기
- Fan, W.; Bassett, D.; Jiang, J.; Shearer, P. M.; Ji, C. (2017), “Rupture evolution of the 2006 Java tsunami earthquake and the possible role of splay faults”, 《Tectonophysics》 721: 143–150, Bibcode:2017Tectp.721..143F, doi:10.1016/j.tecto.2017.10.003, hdl:1912/9479